# Maino (equip ciclista)

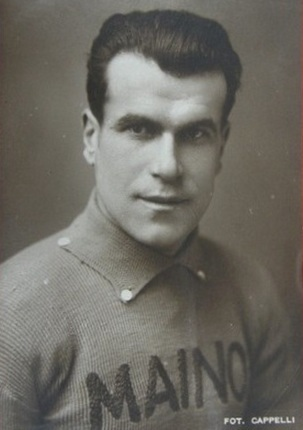
Giuseppe Azzini al 1911

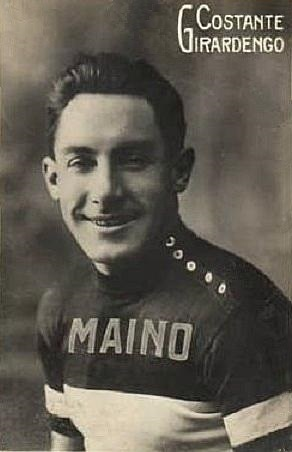
Costante Girardengo al 1919

L'equip Maino va ser un equip ciclista italià, de ciclisme en ruta que va competir durant les primeres dècades del segle xx, i estava patrocinat per la fàbrica de bicicles del mateix nom. Entre els seus ciclistes destaquen Carlo Oriani, Costante Girardengo, Learco Guerra o Vasco Bergamaschi, entre d'altres.
No s'ha de confondre amb el posterior equip Maino.

## Principals resultats
- Milà-Torí: Costante Girardengo (1914, 1923)
- Roma-Nàpols-Roma: Costante Girardengo (1913, 1923), Antonio Negrini (1928), Learco Guerra (1934)
- Volta a Llombardia: Leopoldo Torricelli (1916), Pietro Fossati (1929), Antonio Negrini (1932), Learco Guerra (1934)
- Milà-Sanremo: Costante Girardengo (1923, 1928), Learco Guerra (1933)
- Giro del Vèneto: Costante Girardengo (1923, 1924), Vasco Bergamaschi (1935), Renato Scorticati (1936)
- Giro de la Toscana: Costante Girardengo (1923, 1924), Learco Guerra (1932)
- Giro del Piemont: Costante Girardengo (1924), Antonio Negrini (1929)
- Milà-Mòdena: Costante Girardengo (1928), Learco Guerra (1934, 1935)
- Giro de la Romanya: Antonio Negrini (1928), Learco Guerra (1935)
- Giro de la Província de Reggio de Calàbria: Learco Guerra (1931)
- Giro de Campània: Learco Guerra (1932, 1934, 1935)
- Giro d'Emília: Aldo Bini (1935)

### A les grans voltes
- Giro d'Itàlia
  - 12 participacions (1913, 1914, 1922, 1923, 1929, 1930, 1931, 1932, 1933, 1934, 1935, 1936)
  - 48 victòries d'etapa:
    - 2 el 1913: Costante Girardengo, Lauro Bordin
    - 2 el 1914: Costante Girardengo, Luigi Lucotti
    - 8 el 1923: Costante Girardengo (8)
    - 3 el 1930: Learco Guerra (2), Raffaele Di Paco
    - 5 el 1931: Learco Guerra (4), Luigi Giacobbe
    - 6 el 1932: Learco Guerra (6)
    - 3 el 1933: Learco Guerra (3)
    - 10 el 1934: Learco Guerra (10)
    - 9 el 1935: Vasco Bergamaschi (3), Learco Guerra (5), Domenico Piemontesi

  - Classificació finals:
    - Carlo Oriani (1913)
    - Costante Girardengo (1923)
    - Learco Guerra (1934)
    - Vasco Bergamaschi (1935)

  - Classificacions secundàries:
    - Classificació per equips: (1913)

- Tour de França
  - 0 participacions

- Volta a Espanya
  - 0 participacions